# Bryomyces microcarpus
Bryomyces microcarpus är en svampart som beskrevs av Döbbeler 1978. Bryomyces microcarpus ingår i släktet Bryomyces och familjen Pseudoperisporiaceae.  Arten är reproducerande i Sverige.

## Underarter
Arten delas in i följande underarter:
- polytrichophilus
- rhacomitri
- microcarpus